# Cyclophora uniformata
Cyclophora uniformata är en fjärilsart som beskrevs av Barend J. Lempke 1949. Cyclophora uniformata ingår i släktet Cyclophora och familjen mätare. Inga underarter finns listade i Catalogue of Life.

## Bildgalleri

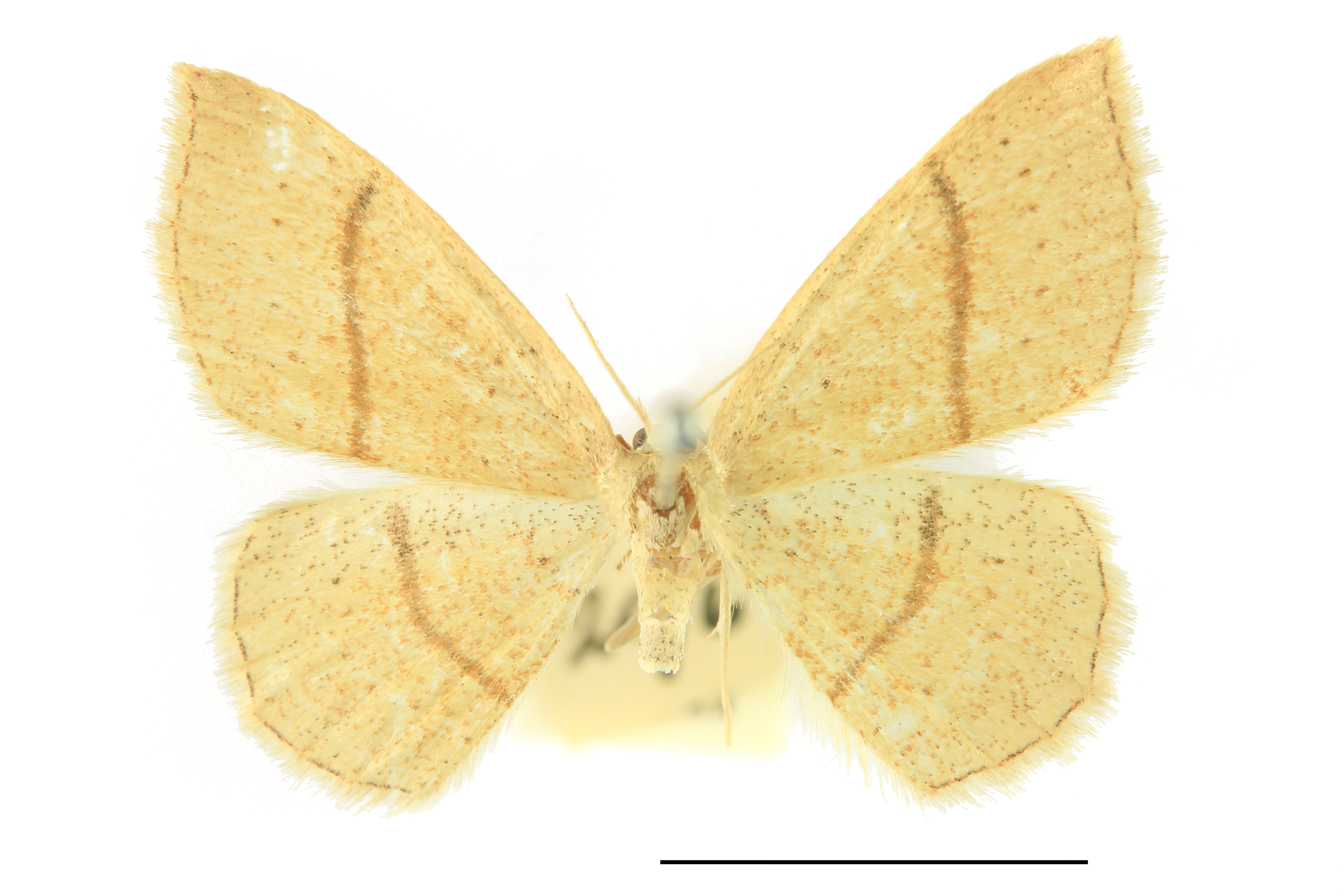